# Patience Eboumbou
Patience Eboumbou, aussi connue sous le nom de Patience Félicité Minyem Endene, née en 1950 à Bonabéri et morte le 12 juin 2025, est une ingénieure en télécommunication et femme politique camerounaise. Elle est sénatrice au Parlement du Cameroun d'avril 2018 jusqu'à sa mort. 

## Biographie

### Enfance et débuts
Patience Eboumbou est née en 1950 à Bonabéri au Cameroun. Elle est titulaire d'une licence en physique théorique et mathématique obtenue à l'université de Yaoundé en 1973. Elle quitte le Cameroun pour la France et s'inscrit en 1975 à l'École nationale supérieure des télécommunications de Paris, où elle poursuit ses études supérieures. Elle sort ingénieure en télécommunications en 1977. Elle est la première femme camerounaise ingénieure de Télécoms.
En 2017, elle est la présidente des Femmes ingénieures du Cameroun et présidente du Réseau des associations féminines de Douala 4e. 
En janvier 2018, elle est la marraine de la 1re promotion du programme de mentorat dans la diversité initié par le GICAM, qui a pour but d'encadrer et d'accompagner des jeunes filles dans les TIC,. Cette promotion du programme est baptisée Patience Eboumbou. 

### Carrière
En 1999, Patience Eboumbou est nommée directrice générale de CAMTEL Mobile. Huit mois après sa prise en fonction, l'entreprise est vendue à l'entreprise sud-africaine MTN en 2000.

### Politique
Patience Eboumbou est militante du RDPC. Elle est membre du comité central du RDPC et membre de la délégation permanente du RDPC dans le Wouri. En 2013, elle est élue sénatrice suppléante à l'issue des premières élections sénatoriales camerounaises. En 2018, elle est candidate titulaire de la région du littoral aux élections sénatoriales du 25 mars 2018. Elle est élue sénatrice de la région du littoral en avril 2018. 
En juillet 2020, elle met sur pied une mutuelle de santé pour permettre aux populations de bénéficier de soins de santé à coût réduit. La mutuelle est baptisée Mutuelle Santé Famille de Douala 4e (MUSAF Douala 4e),.
Elle meurt le 12 juin 2025 des suites d’un accident de circulation survenu le 7 mai.

## Prix et récompenses
Le 6 octobre 2017, Patience Eboumbou reçoit le prix de l’excellence managériale décerné par le Cercle d’éthique et de promotion des journalistes du Cameroun (ceproj). En 2021, elle reçoit le prix de sénateur d'exception pour l’ensemble de son œuvre lors de la 5e édition des Gold Star Awards.